# Delap-Uliga-Darrit
Delap-Uliga-Darrit bezeichnet das zu statistischen Zwecken zusammengefasste Gebiet der drei Inseln Delap, Uliga und Darrit (sowie einiger kleinerer Inseln), die sich im Osten des Majuro-Atolls der pazifischen Inselrepublik Marshallinseln befinden.
Delap-Uliga-Darrit bildet das hochverdichtete Gebiet der Gemeinde (Local Government Council, früher municipality) Majuro, der Hauptstadt der Marshallinseln, wo die Regierungsgebäude und Botschaften konzentriert sind.